# Грошова система
Грошова́ систе́ма— це визначена державою форма організації грошового обігу, що історично склалася й регулюється законами цієї держави. Її основу становить сукупність економічних відносин та інститутів, які забезпечують її функціонування. Кожна промислово розвинена країна має власну грошову систему, яку розвиває й вдосконалює для розвитку національної економіки.

## Елементи системи
Кожна з нині діючих грошових систем мають багато спільних ознак та включають такі елементи:
- грошову одиницю;
- види державних грошових знаків;
- масштаб цін;
- валютний курс;
- порядок готівкової й безготівкової емісії та обігу грошових знаків;
- регламентацію безготівкового грошового обігу;
- правила вивозу й ввезення національної валюти та організації міжнародних розрахунків;
- державний орган, який здійснює грошово — кредитне й валютне регулювання.

1. Грошова одиниця — це встановлений законодавством грошовий знак, що є засобом вимірювання та вираження цін усіх товарів. Як правило, грошова одиниця ділиться на дрібніші частини. У переважній більшості країн для цього використовується десяткова система поділу. Приміром, 1 гривня = 100 копійок, 1 долар = 100 центів, 1 фунт стерлінгів = 100 пенсів тощо.
2. Види грошових знаків, що мають законну платіжну силу, у грошовій системі представляють, в основному, кредитні гроші у вигляді банкнот і розмінних монет та паперових грошей у формі державних казначейських квитків.
3. Масштаб цін. Масштаб цін колись означав вираження суспільної вартості у грошових одиницях, що опирався на фіксовану державою вагову кількість грошового металу у грошовій одиниці. Якщо на внутрішньому ринку виникає невідповідність між товарною й грошовою масою, то національна валюта, як правило, втрачає офіційно зафіксований державою паритет по відношенню до іноземних валют, а деякі країни взагалі відмовилися від встановлення офіційного масштабу. Масштаб цін в цих умовах визначається як певна кількість товарної маси, що приймається за одиницю, а остаточно складається під впливом взаємодії попиту й пропозиції. Його функцією стало завдання служити засобом вимірювання вартості товарів за допомогою цін.
4. Валютний курс — співвідношення між грошовими одиницями (валютами) різних країн, що визначається, їх купівельною силою. Валютний курс характеризується еквівалентною сумою, ціною грошової одиниці однієї країни, що виражена у грошових одиницях іншої країни.
Залежно від типу грошової системи, рівня розвитку ринкових відносин, економічного і соціально — політичного стану суспільства можуть застосовуватися: фіксовані валютні курси; плаваючі системи валютних курсів; системи валютних коридорів.
5. Порядок готівкової і безготівкової емісії та обігу грошових знаків.
Такі регулювання держава здійснює за допомогою актів внутрішнього законодавства та врахування економічного і валютного становища країни.
6. Регламентація безготівкового грошового обороту — це функція держави і НБУ, яка реалізується через:
• встановлення порядку використання грошей, що знаходяться на рахунках банків;
• держава визначає сфери, у яких платежі виконуються шляхом безготівкового перерахування коштів з одного рахунку на інший;
• держава законодавчо визначає способи платежу, форми розрахунків, порядок платежу тощо.
Найповніше проблеми регулювання безготівкових розрахунків викладені у законах України «Про банки і банківську діяльність» і «Про підприємства в Україні», у Постанові Верховної Ради «Про застосування векселів у господарському обороті», а безпосереднім практичним документом є «Положення про безготівкові розрахунки в господарському обороті України», затвердженому Правлінням НБУ 24.05.1993 р.
7. Правила вивезення і ввезення національної валюти та організації міжнародних розрахунків. У цій сфері НБУ виконує такі функції:
• здійснює валютну політику на підставі принципів загальної економічної політики України;
• складає спільно з Кабінетом Міністрів України платіжний баланс України;
• контролює дотримання затвердженого Верховною Радою ліміту зовнішнього.. (не знаю)
нього державного боргу України; визначає ліміти заборгованості в іноземній валюті уповноважених банків нерезидентів;
• нагромаджує, зберігає і використовує резерви валютних цінностей для здійснення державної валютної політики; видає ліцензії на здійснення валютних операцій та приймає рішення про їх скасування;
• визначає способи встановлення і використання валютних (обмінних) курсів іноземних валют, виражених в іноземній валюті або у розрахункових (клірингових) одиницях.
8. Державним органом, що здійснює грошово-кредитне і валютне регулювання є Національний банк України, який за основу своєї діяльності визначає:
• забезпечення стабільності національної грошової одиниці гривні;
• розробляє і реалізує грошово-кредитну політику та здійснює контроль за повсякденною її реалізацією;
• стимулює розвиток і зміцнення банківської системи України;
• формує забезпечення ефективного і безперебійного функціонування системи розрахунків в інтересах вкладників і кредиторів.

## Класифікація
Оскільки грошові системи — це складні економічні системи, що перебувають у стані розвитку і змін, то їх слід розглядати з різних боків:
- залежно від панівних економічних відносин можна визначити два типи грошових систем:

a) ринкового типу, який характеризується вільним функціонуванням грошей, грошово — кредитним регулюванням на рівні банківської системи, використання переважно економічних важелів підтримання стабільності грошового обігу тощо;

b) неринкова грошова система, якій властиві адміністративно — командні методи і важелі управлінням виробництвом та обміном, а панівним було регулювання виробництва і обміну для зближення і витіснення Товар — Гроші — Виробництво і грошового обігу;
- залежно від рівня входження національної економіки у світовий ринок і глибини міжнародного поділу праці виділяють:

a) грошові системи відкритого типу — відсутні обмеження у формуванні валютних курсів та обмінних операцій, вільне переміщення грошових ресурсів до країни та за її межі, в обігу перебуває вільно конвертована валюта, діють інші важелі підтримання національного грошового обігу як інтегрованої частини світового господарського і грошового обігу;

b) грошові системи закритого типу. В них переважно панують адміністративно — командні важелі управління суспільним виробництвом, відсутня вільна конвертованість національної грошової одиниці на іноземні валюти, діють численні обмеження у валютних операціях тощо.
- залежно від форми грошей у обігу є 2 типи грошових систем:

a) система металевого обігу - система, в якій роль загального еквівалента виконують благородні метали. У них грошовий товар безпосередньо перебуває в обігу і виконує всі функції грошей, а кредитні гроші є безперешкодно розмінюваними на дійсні гроші;

b) система обігу кредитних і паперових грошей - система, в якій замість металевих металів в обігу перебувають грошові знаки